# 卡米拉·索倫森
卡米拉·索倫森（丹麥語：Camilla Sørensen，1985年7月3日—），丹麥女子羽毛球運動員。

## 簡歷
2011年11月，卡米拉·索倫森出戰匈牙利羽毛球國際賽女子單打項目，在決賽不敵保加利亞選手斯蒂法尼·斯托伊娃，屈居亞軍。

## 主要比賽成績
只列出曾進入準決賽的國際賽事成績：
| 年份   | 賽事               | 公開賽級別 | 項目     | 成績 |
| ------ | ------------------ | ---------- | -------- | ---- |
| 2011年 | 匈牙利羽毛球國際賽 | 國際系列賽 | 女子單打 | 亞軍 |

| 2007-2017年 | 首要超級賽 | 超級賽 | 黃金大獎賽 | 大獎賽 | 國際挑戰賽 | 國際系列賽 | 未來系列賽 | 其他 |

| 2018-2026年 | 總決賽 | 超級1000賽 | 超級750賽 | 超級500賽 | 超級300賽 | 超級100賽 | 國際挑戰賽 | 國際系列賽 | 未來系列賽 | 其他 |